# Ткемали (соус)
Ткема́ли (груз. ტყემლის საწებელა tqemlis sac’ebela) — грузинский соус, в основном используется с рыбой, мясом, птицей, гарнирами из картофеля и макаронных изделий. В настоящее время существует множество модификаций этого соуса, в его основе лежит кислая слива (алыча), модификации этого соуса заключаются в том, что кислую сливу заменяют другими кислыми плодами, например крыжовником, красной смородиной. Абхазская разновидность ткемали называется асызбал. В этой версии в сливовое пюре добавляют красный базилик и чабер вместо кинзы, а в острый вариант — ещё и абхазскую аджику (предпочтительно сухую).

## Основные ингредиенты
Основные ингредиенты соуса — слива ткемали, чеснок и травы. При приготовлении ткемали обязательно используется пряность омбало (мята болотная) (эта пряность добавляется в процессе варки во избежание брожения слив). Калорийность соуса ткемали составляет 42 ккал на 100 граммов, в том числе 2 грамма белков и 8 граммов углеводов.

### Приготовление
Сливу ткемали заливают водой и варят 30—40 минут. Затем протирают через сито вместе с отваром, кожура и косточки выбрасываются. Пюре уваривают до консистенции сметаны, добавляют растёртые чеснок, кориандр, красный перец и соль, дают закипеть и охлаждают. Общее время приготовления соуса составляет 2 часа.

## Рецепт соуса
Варианты приготовления соуса ткемали по книге Тамары Сулаквелидзе «Грузинские блюда» (1959):

Соус ткемали (для мясных и рыбных блюд)
Перебранные и промытые сливы ткемали положить в кастрюлю, залить водой так, чтобы она покрыла их, и поставить варить. Когда ткемали хорошо разварятся, снять с огня и протереть вместе с отваром через сито или дуршлаг. К полученной массе (которая должна быть средней густоты) добавить толченые зелень киндзы, стручковый перец, соль, чеснок, укроп, полей-траву (омбало) и хорошо перемешать. После этого можно дать покипеть одну минуту. Готовый соус должен иметь густоту жидкой сметаны.
Ткемали — 2 стакана, зелени киндзы и укропа — по 2 веточки, полей-травы (омбало) — 1 веточка, чеснока — 1 долька; перец стручковый и соль — по вкусу.
Соус ткемали
Перебранные и промытые ткемали или алычу положить в кастрюлю, залить двумя стаканами воды (кипятка) и варить 10—15 минут. Затем снять с огня, положить вместе с отваром на сито и хорошо протереть. Добавить мелко нарезанный или истолченный чеснок, соль, зелень (киндзу, укроп, омбало) стручковый перец и перемешать.
Ткемали — 500, воды — 2 стакана, чеснока — 2-3 дольки, зелени киндзы — 3-4 веточки, укропа — 4-5 веточек; зелень омбало, стручковый перец и соль — по вкусу.

Вариант приготовления из другого источника:

На килограмм сливы потребуется 4 чайные ложки соли, один небольшой красный острый перец, головка чеснока, большой пучок кинзы и полпучка укропа. Из сливы достать косточки и засыпать плоды солью, подождать, когда слива даст сок. Поставить на огонь и дать покипеть 5 минут, добавить нарезанный перец и варить ещё 5 минут, затем добавить кинзу, укроп и поварить около 2 минут, добавить чеснок и выключить огонь. Перелить соус в блендер и довести до консистенции сметаны. По вкусу можно добавить ещё соли или приправ. Хранить в холодильнике.